# Claude Assira
Claude Assira est un avocat au barreau du Cameroun.

## Biographie

### Enfance, éducation et débuts
Fils de magistrat, Claude Assira Engouté est lui-même avocat aux Barreaux du Cameroun et de Paris. Il est aussi Maître de conférences à l'Université Catholique d'Afrique centrale.

### Carrière
Claude Assira est connu pour ses interventions et chroniques sur les plateaux de télévision,,,,.
Il est par ailleurs avocat de Jean-Marie Atangana Mebara et des leaders anglophones,,,,,,,.
Il est aussi auteur d'ouvrages,.